# Spoliazione di Cristo
La Spoliazione di Cristo (più noto come Espolio) è un dipinto di El Greco.
L'opera è firmata su un foglietto in basso a sinistra, in caratteri greci minuscoli: «Doménikos Theoto[Kópulos] Krès Ep[oíei]».

## Storia

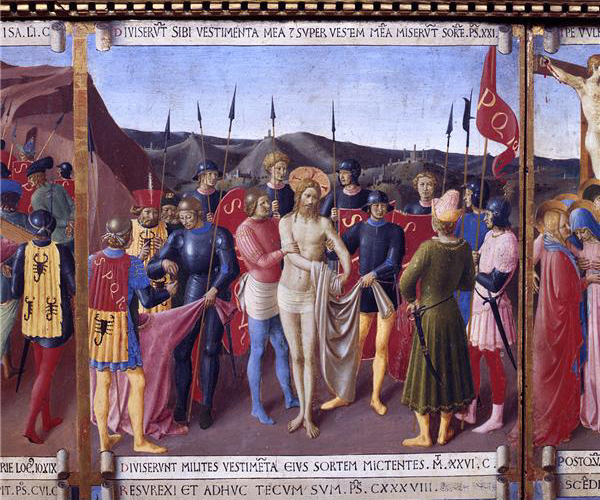
Beato Angelico, Cristo denudato (Armadio degli Argenti), 1451-1453, Firenze, Museo di San Marco

Proprio un documento relativo alla commissione di questa opera (datato 2 luglio 1577) – realizzata per la sagrestia della cattedrale di Toledo, dove tuttora si trova – è la prima testimonianza pervenutaci della presenza di El Greco a Toledo.
È presumibile quindi che l’Espolio sia il primo dipinto realizzato nella città dove il pittore cretese si sarebbe stabilito definitivamente dopo il fallimento del tentativo di entrare nell’entourage della corte asburgica ed essere significativamente coinvolto nel grande cantiere del Monastero dell'Escorial.
Benché si tratti di uno dei capolavori riconosciuti di El Greco, l'opera non piacque ai suoi committenti. Ne nacque una controversia chiusa con l'accettazione da parte del pittore di un compenso significativamente inferiore a quello pattuito.
Il notevole numero di copie antiche e repliche di bottega (nell'ordine di quasi una ventina di versioni note) dimostra, tuttavia, che, al di là del malinteso con la committenza, l’Espolio fu apprezzato sin dai tempi della sua realizzazione.

## Descrizione e stile

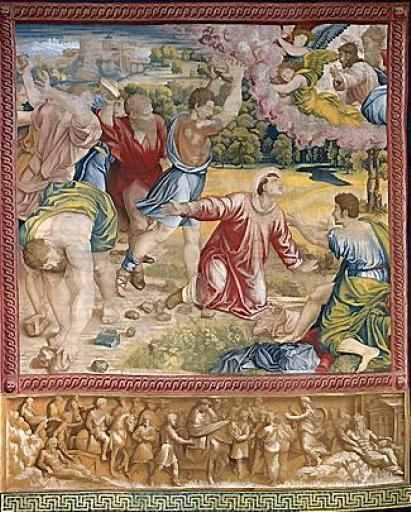
Lapidazione di Santo Stefano, arazzo eseguito su disegno di Raffaello, XVI secolo

Il tema raffigurato, cioè Cristo che viene privato della veste scarlatta che gli era stata messa per scherno prima di essere crocifisso, era molto raro in pittura nel momento in cui El Greco vi si cimentò.
Inoltre, i non molti precedenti noti sono per lo più costituiti da opere medievali o dell'alto rinascimento (tra i quali si segnala un esempio del Beato Angelico). È improbabile che il maestro cretese ne avesse conoscenza e forse dedusse lo schema compositivo da altri momenti della Passione di Cristo, dall'iconografia più consueta.
Una possibile associazione in questo senso è con l'episodio della Cattura, dove, in innumerevoli esempi pittorici sul tema, Gesù – come nell’Espolio – è al centro della composizione circondato da feroci aguzzini.
Forse la scelta di un tema così insolito è connessa al luogo di collocazione del dipinto, cioè la parte della sagrestia adibita a spogliatoio (dove i sacerdoti indossavano i paramenti liturgici prima della funzione).
La scena è dominata dalla figura di Cristo, attorniato da una massa quasi indistinta di astanti tra i quali i meglio distinguibili sono l'aguzzino sulla destra del quadro che si accinge a spogliare Gesù e il soldato sulla sinistra che indossa un'armatura contemporanea magnificamente resa da El Greco.
In basso a sinistra c'è il gruppo delle Marie che volge il proprio sguardo verso la croce alla cui preparazione è intento un inserviente (a destra in basso) ripiegato in avanti.
Quest'ultima figura è derivata dal cartone dell'arazzo con la Lapidazione di Santo Stefano di Raffaello (perduto e noto solo tramite la trasposizione sul panno), opera certamente conosciuta dal Theotokopoulos che da poco aveva lasciato Roma. 

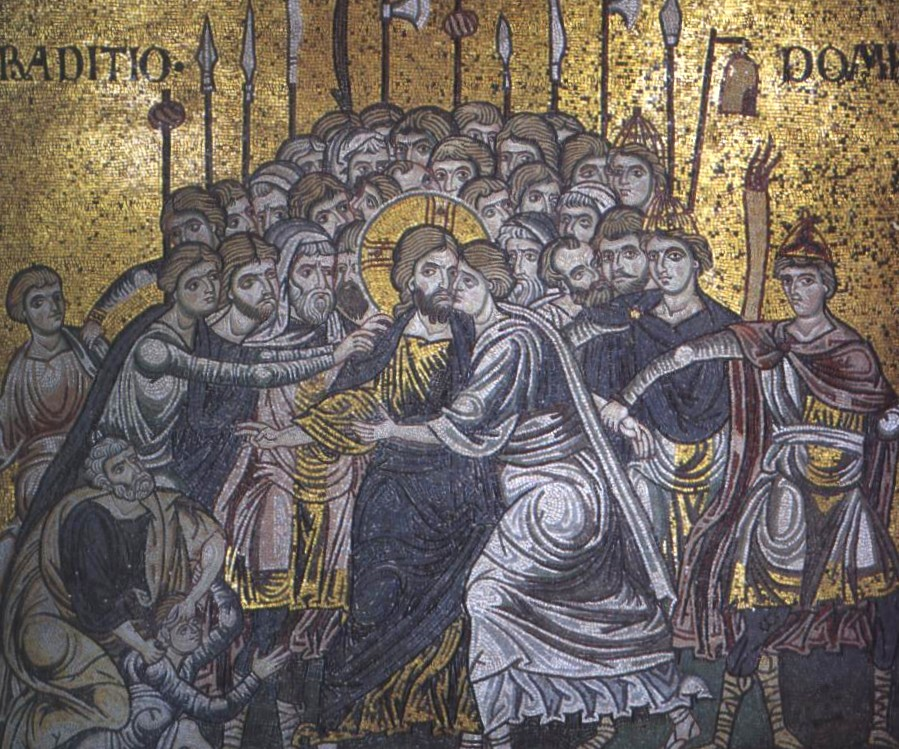
Bacio di Giuda, mosaico del XII secolo, Monreale, Duomo

L'aguzzino al lavoro sulla croce corrisponde in particolare alla figura che nell'arazzo è intenta a raccogliere il sasso da scagliare sul protomartire. 
L'esempio raffaellesco sarà citato più volte dal pittore cretese ed in particolare nel ricamo della dalmatica di santo Stefano nell’Entierro dove è riprodotta la stessa scena di martirio del santo.
Il colorismo dell'opera rimanda invece a Venezia (dove El Greco soggiornò a lungo): splendido in particolare è il rosso della tunica del Signore che guida l'occhio dell'osservatore verso il centro fisico e spirituale dell'opera.
I riferimenti alla pittura italiana del suo tempo non nascondono però la radice bizantina dell'arte di Dominikos, assimilata a Creta in gioventù.
L'annullamento della spazialità dovuta all'affollamento di figure, molte delle quali visibili solo per la testa, la selva di picche che impedisce di dare profondità allo sfondo, la frontalità e l'impassibilità di Cristo, sono tutti elementi che sono stati associati alla pittura bizantina di qualche secolo prima, tanto da rinvenire significative similitudini compositive tra l’Espolio e un mosaico del duomo di Monreale raffigurante il Bacio di Giuda (XII secolo).